# Rechtsanwaltskammer Kassel
Die Rechtsanwaltskammer Kassel (RAK) ist eine von 28 Rechtsanwaltskammern in Deutschland. Sie hat ihren Sitz in Kassel, Hessen. Sie ist zuständig für die Anwälte in den Landgerichtsbezirken Fulda, Kassel, Marburg des OLG Frankfurt am Main. Neben ihr gibt es in Hessen noch die Rechtsanwaltskammer Frankfurt.
Sie hat eine Schlichtungsstelle. Seit 1. Juni 2001 kann bei bestimmten bürgerlich-rechtlichen Bagatellstreitigkeiten nur noch dann Klage beim Amtsgericht erhoben werden kann, wenn der Kläger nachweist, dass er zuvor versucht hat, sich mit dem Beklagten in einem sogenannten „Schlichtungsverfahren“ über den Streitgegenstand gütlich zu einigen.